# The Joy Girl
The Joy Girl é um filme mudo estadunidense de 1927 do gênero comédia, dirigido por Allan Dwan, com roteiro de Frances Agnew e Adele Comandini baseado no conto homônimo de May Edginton.